# Tobias Ekberg
Per Gunnar Tobias Ekberg, född 13 januari 1994 i Töreboda, är en svensk professionell ishockeyspelare som spelar för Mora IK i Hockeyallsvenskan. Som junior lämnade Hansson moderklubben Töreboda HF för spel i Leksands IF juniorverksamhet. Säsongen 2013/14 gjorde han seniordebut i Hockeyettan för Borlänge HF och Mariestad BoIS. Därefter spelade han två säsonger för Östersunds IK i samma liga. 2016 återvände han till Leksand, men spelade sedan två säsonger i Hockeyallsvenskan, först som utlånad för IK Oskarshamn och därefter för IK Pantern.
Han etablerade sig sedan som SHL-spelare då han tillbringade två och en halv säsong för Malmö Redhawks. Mellan 2020 och 2023 spelade han i SHL för Djurgårdens IF, Leksands IF och Linköping HC. Inför säsongen lämnade han för första gången Sverige för spel utomlands. Denna säsong representerade han två klubbar; han inledde med spel för slovakiska HC Dukla Trenčín i Extraliga och avslutade med att ta ett finskt guld med Tappara i Liiga. Han tillbringade därefter ytterligare en säsong i Liiga, med Esbo Blues, innan han återvände till Sverige för spel med Mora IK 2025.

## Karriär
Ekberg inledde sin spelarkarriär med moderklubben Töreboda HF där han vid 15-årsåldern gjorde seniordebut i Hockeytrean säsongen 2009/10. Den efterföljande säsongen anslöt han till Leksands IF:s juniorverksamhet. Inför säsongen 2012/13 utsågs han till assisterande lagkapten för Leksands J20-lag. Denna säsong var han den back som gjorde flest assistpoäng (10) i J20 Superelits fortsättningsserie. Den efterföljande säsongen var Ekbergs sista som junior. Han spelade främst för Leksands J20-lag, men blev också utlånad till Hockeyettan där han spelade två matcher vardera för Borlänge HF och Mariestad BoIS.
Ekberg var nära att få ett seniorkontrakt med Leksands IF inför säsongen 2014/15 men värvades istället till Östersunds IK i Hockeyettan, vilket bekräftades den 27 augusti 2014. I sin första kompletta säsong som senior noterades Ekberg för 16 poäng på 34 grundseriematcher. Östersund slutade på andra plats i Allettan Norra och slogs sedan ut i play off 2 med 2–1 i matcher av Huddinge IK. I slutet av april 2015 bekräftades det att Ekberg förlängt sitt avtal med klubben med ytterligare en säsong. Han stod därefter för tio mål på 35 grundseriematcher vilket gav honom en åttondeplats i backarnas skytteliga. Han vann den interna skytteligan bland backarna i Östersund och stod för totalt 24 poäng. I det följande slutspelet slogs Östersund åter ut i play off 2, denna gång mot Kristianstads IK med 2–1 i matcher.
Den 9 maj 2016 meddelade Leksands IF att man skrivit ett avtal över nästkommande säsong med Ekberg; samtidigt bekräftade man att Ekberg skulle komma att bli utlånad till IK Oskarshamn över hela säsongen 2016/17. Han gjorde debut i Hockeyallsvenskan den 16 september 2024 i en match mot IF Björklöven. Mot samma lag noterades han för sitt första mål i ligan, på Adam Werner, i en 5–3-förlust. I sin debutsäsong i Hockeyallsvenskan noterades Ekberg för elva poäng, varav fem mål.
Den 30 mars 2017 stod det klart att Ekberg skrivit ett tvåårsavtal med IK Pantern i Hockeyallsvenskan. Efter en poängmässigt stark inledning av säsongen där Ekberg var Panterns poängmässigt bästa back, bekräftades det den 23 december 2017 att han lånats ut till Malmö Redhawks i SHL. Han gjorde sedermera SHL-debut den 26 december samma månad, i en match mot Frölunda HC. Den 19 januari 2018 noterades han för sitt första SHL-mål, på Fredrik Pettersson-Wentzel, i en 5–4-förlust mot HV71. Han tillbringade resten av säsongen med Malmö där han på 25 grundseriematcher stod för tolv poäng, varav tre mål. Malmö spelade därefter SM-slutspel där man tog sig till semifinal, som man förlorade mot Växjö Lakers HC med 4–0 i matcher.
Den 4 maj 2018 bekräftades det att Ekberg skrivit ett tvåårsavtal med Malmö Redhawks. 2018/19 gjorde Ekberg sin poängmässigt bästa säsong i SHL. På 44 grundseriematcher stod han för 17 poäng, varav tre mål. Laget slutade på sjätte plats i grundserien och förlorade sedan i kvartsfinalserien mot Frölunda HC med 4–1 i matcher. Säsongen 2019/20 kom att bli Ekbergs sista med Redhawks. Säsongen avbröts vid grundseriens slut på grund av Covid-19-pandemin. Ekberg hade då noterats för elva poäng på 51 matcher.
Den 24 mars 2020 bekräftades det att Ekberg skrivit ett tvåårsavtal med seriekonkurrenten Djurgårdens IF. Djurgården slutade på tionde plats i grundserien och slogs sedan ut i åttondelsfinal av Frölunda HC med 2–1 i matcher. Under säsongens gång spelade Ekberg totalt 52 matcher där han noterades för 15 poäng, varav fyra mål. Ekberg inledde säsongen 2021/22 med att spela i fyra av de sex inledande grundseriematcherna för Djurgården. Den 13 oktober 2021 meddelade klubben att Ekberg lämnat laget på grund av "sociala och sportsliga faktorer". Samma dag bekräftades det att Ekberg återvänt till Leksands IF då han skrivit ett tvåårsavtal med klubben. Leksand slutade på åttonde plats i grundserien och slogs därefter ut i åttondelsfinalen av IK Oskarshamn med 2–1 i matcher.
Efter att ha inlett säsongen 2022/23 med begränsat med speltid för Leksand och endast en spelad match i SHL, stod det klart den 5 oktober 2022 att Ekberg lånats ut till seriekonkurrenten Linköping HC. Han spelade sju matcher för klubben och noterades för en assistpoäng innan han återvände till Leksand. Med Leksand spelade han 35 grundseriematcher och stod för ett mål och fem assistpoäng. Leksand slutade åter på åttonde plats och i det följande slutspelet stod Ekberg utanför laget.
Den 28 juli 2023 bekräftades det att Ekberg för första gången lämnat Sverige för spel utomlands. Han skrev ett ettårsavtal med den slovakiska klubben HC Dukla Trenčín i Extraliga. Han spelade totalt 28 matcher för klubben och stod för ett mål och sex assist. I januari 2024 lämnade han Slovakien och skrev den 15 januari samma år ett avtal för återstoden av säsongen med den finska klubben Tappara i Liiga. Han gjorde debut i ligan den 17 januari och två dagar senare stod han för sitt första mål i Liiga, på Juha Jatkola, i en 1–5-seger mot Kalevan Pallo. Tappara vann grundserien och slog i det efterföljande slutspelet ut både HC TPS (4–2) och Kalevan Pallo (4–1) i kvarts-, respektive semifinal. I finalserien besegrade man Pelicans med 4–1 i matcher och Ekberg tilldelades därmed ett finskt guld.
Den 29 augusti 2024 bekräftades det att Ekberg skrivit ett avtal med Esbo Blues till slutet av december samma år, med option på en förlängning. Han spelade totalt 36 matcher för klubben och stod för ett mål och tre assistpoäng. Den 18 april 2025 bekräftades det att Ekberg återvänt till Sverige då han skrivit ett treårsavtal med Mora IK i Hockeyallsvenskan.

## Statistik
| 2009–10                  | Töreboda HF              | Div. 3                   | —   | 3  | 3  | 6  | —  | —  | — | — | — | —  |
| 2013–14                  | Borlänge HF              | Div. 1                   | 2   | 0  | 1  | 1  | 2  | —  | — | — | — | —  |
| 2013–14                  | Mariestad BoIS           | Div. 1                   | 2   | 0  | 0  | 0  | 2  | —  | — | — | — | —  |
| 2014–15                  | Östersunds IK            | Div. 1                   | 34  | 4  | 12 | 16 | 18 | 5  | 0 | 2 | 2 | 0  |
| 2015–16                  | Östersunds IK            | Div. 1                   | 35  | 10 | 14 | 24 | 8  | 4  | 0 | 0 | 0 | 0  |
| 2016–17                  | IK Oskarshamn            | HA                       | 48  | 5  | 6  | 11 | 18 | —  | — | — | — | —  |
| 2017–18                  | IK Pantern               | HA                       | 29  | 4  | 13 | 17 | 22 | —  | — | — | — | —  |
| 2017–18                  | Malmö Redhawks           | SHL                      | 25  | 3  | 9  | 12 | 10 | 10 | 0 | 3 | 3 | 2  |
| 2018–19                  | Malmö Redhawks           | SHL                      | 44  | 3  | 14 | 17 | 16 | 5  | 0 | 3 | 3 | 0  |
| 2019–20                  | Malmö Redhawks           | SHL                      | 51  | 3  | 8  | 11 | 12 | —  | — | — | — | —  |
| 2020–21                  | Djurgårdens IF           | SHL                      | 50  | 4  | 11 | 15 | 10 | 2  | 0 | 0 | 0 | 12 |
| 2021–22                  | Djurgårdens IF           | SHL                      | 4   | 0  | 0  | 0  | 0  | —  | — | — | — | —  |
| 2021–22                  | Leksands IF              | SHL                      | 38  | 0  | 12 | 12 | 22 | 3  | 0 | 1 | 1 | 0  |
| 2022–23                  | Leksands IF              | SHL                      | 35  | 1  | 5  | 6  | 8  | —  | — | — | — | —  |
| 2022–23                  | Linköping HC             | SHL                      | 7   | 0  | 1  | 1  | 0  | —  | — | — | — | —  |
| 2023–24                  | HC Dukla Trenčín         | Extraliga                | 28  | 1  | 6  | 7  | 26 | —  | — | — | — | —  |
| 2023–24                  | Tappara                  | Liiga                    | 20  | 1  | 2  | 3  | 10 | 16 | 1 | 2 | 3 | 2  |
| 2024–25                  | Esbo Blues               | Liiga                    | 36  | 1  | 3  | 4  | 20 | 4  | 1 | 0 | 1 | 0  |
| SHL totalt               | SHL totalt               | SHL totalt               | 254 | 14 | 60 | 74 | 78 | 20 | 0 | 7 | 7 | 14 |
| Hockeyallsvenskan totalt | Hockeyallsvenskan totalt | Hockeyallsvenskan totalt | 77  | 9  | 19 | 28 | 40 | —  | — | — | — | —  |
| Division 1 totalt        | Division 1 totalt        | Division 1 totalt        | 73  | 14 | 27 | 41 | 30 | 9  | 0 | 2 | 2 | 0  |
| Liiga totalt             | Liiga totalt             | Liiga totalt             | 56  | 2  | 5  | 7  | 30 | 20 | 2 | 2 | 4 | 2  |